# Bałdoń
Pour les articles homonymes, voir Baldon (homonymie).
Bałdoń est une localité polonaise de la gmina de Godziesze Wielkie, située dans le powiat de Kalisz en voïvodie de Grande-Pologne.